# Луккау (Вендланд)
Луккау (нем. Luckau) — община в Германии, в земле Нижняя Саксония.
Входит в состав района Люхов-Данненберг. Подчиняется управлению Люхов (Вендланд). Население составляет 640 человек (на 31 декабря 2010 года). Занимает площадь 22,18 км².
Коммуна подразделяется на 10 сельских округов.